# Héroe del Trabajo de la República Popular Democrática de Corea
El título y medalla de Héroe del Trabajo de la República Popular Democrática de Corea (en coreano: 조선민주주의인민공화국의 노력영웅) es una condecoración de Corea del Norte.
Basada en el premio soviético Héroe del Trabajo Socialista, fue establecida el 17 de julio de 1951. Físicamente, consiste en una medalla idéntica a la de Héroe de la República, pero dentro de la estrella incluye la hoz y martillo; también se diferencia en que la cinta roja lleva líneas amarillas y no blancas.
Todo el que recibe esta condecoración obtiene automáticamente la Orden de la Bandera Nacional en Primera Clase, así como ₩72 y transporte gratis de por vida.
La primera persona en ser premiada como Héroe del Trabajo fue el maquinista Choe Ki Ryong, quien en julio de 1950 (durante la guerra de Corea) apagó el incendio de un tren de municiones (con gran riesgo para su vida) y lo puso en marcha y al año siguiente salvó unos trenes de municiones del bombardeo enemigo.
Otros condecorados han sido: Kim Won-gyun (autor del himno nacional), Kim Il-sung (1958), Yakov Tykhonovych Novychenko (soldado soviético que salvó la vida del anterior de una explosión en un mitin en 1946), Kim Yong-nam (1998), Fidel Castro (2006) y el Torno Nº 26 de la Fábrica de Máquinas Textiles de Pionyang (máquina que funcionó más de medio siglo procesando gran número de piezas, 2012).
Corea del Norte no dispone de un equivalente directo para la condecoración Madre Heroína, en su lugar, para premiar la numerosa maternidad, se utiliza el galardón Héroe del Trabajo.